# 薛·拉倫
薛·拉倫（英語：Shay Laren，1985年12月31日—），美國雙性戀色情演員及成人模特兒。

## 簡歷
薛·拉倫生於喬治亞州班寧堡訓練基地，有三名弟妹，為家中長姊。她從小隨軍旅生活，在繼父駐守德國時便於當地就讀高中和度過童年，其後開始任職時尚模特兒。2003年，她於一次行走伸展台期間認識了一名新晉時裝設計師，不久更結為夫妻，卻因男方趁公幹的時候在伊拉克跟同事發生性關係，令兩人婚姻只維持了一年，且選擇離開模特兒界，轉任茂宜島某時裝店職員。
直至2006年，薛·拉倫獲《閣樓》雜誌模特兒兼鄰居克莉絲朵·克雷恩賞識，應邀加入拍攝寫真而正式投身裸體攝影行業，同年亦成為6月閣樓寵物。由於身材豐滿、樣貌娟好，出道一陣子就讓網民注目，故她也開始獨立演出不少自慰影片，受到許多愛好者歡迎。2016年起，她主要透過群眾募資平台「Patreon」，分享收費藝術照；現時定居夏威夷凱魯瓦柯納地區。

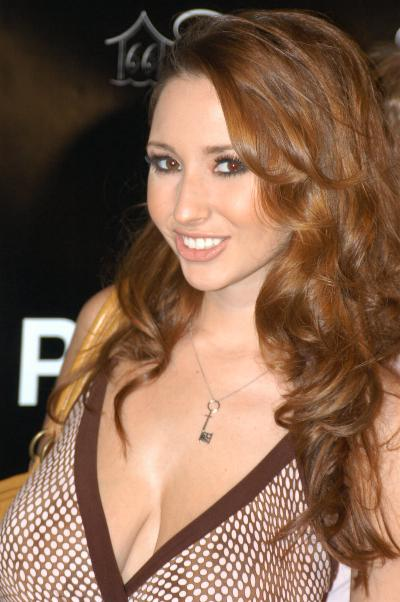
《閣樓》雜誌聚會
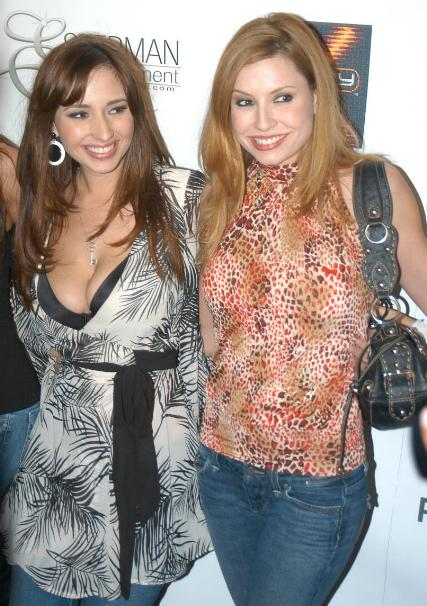
罗恩·杰里米54歲生日派對
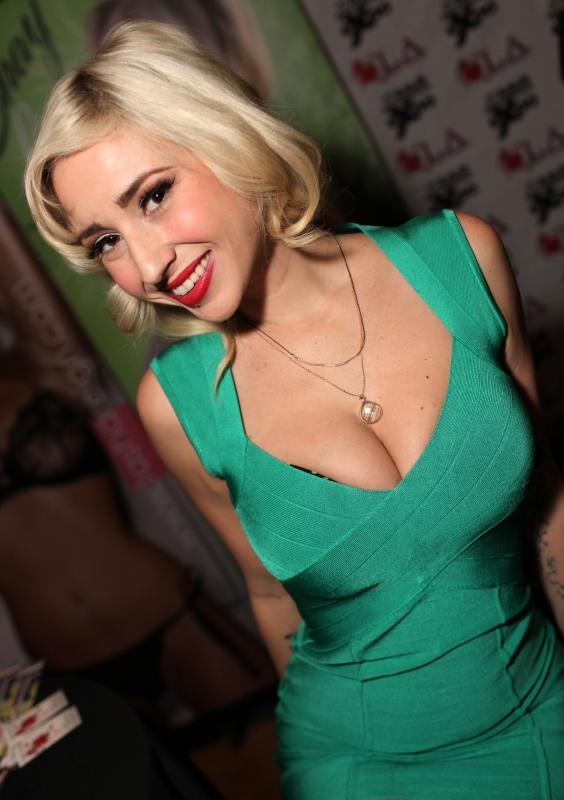
《第30屆AVN獎》

## 外部連結
- 薛·拉倫的X（前Twitter）（英文）
- 薛·拉倫的Facebook專頁（英文）
- 薛·拉倫的Instagram帳戶（英文）
- Shay Laren在互联网电影资料库（IMDb）上的資料（英文）
- Shay Laren - Model Mayhem （页面存档备份，存于）